# 小田嶽夫

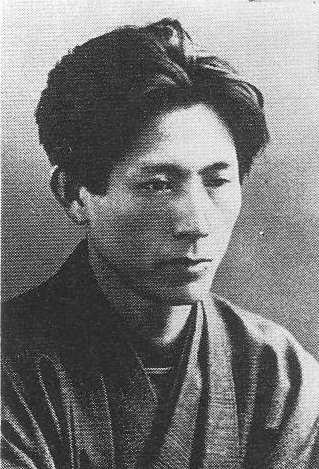
小田嶽夫

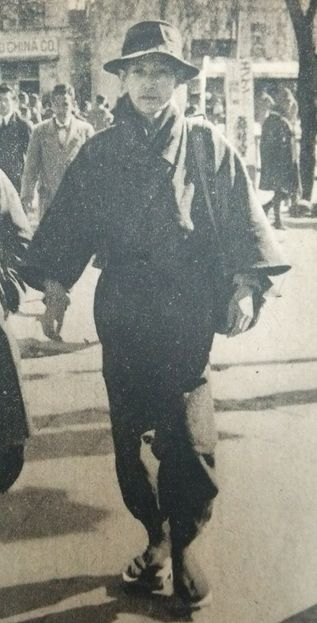
1947年

小田 嶽夫（おだ たけお、1900年7月5日 - 1979年6月2日） は、日本の小説家。本名は、小田武夫。

## 経歴
新潟県高田町字（現・上越市）竪春日町出身。実家は呉服商。呉服商を営む父熊吉と母登美の間に生まれる。高田中学（現新潟県立高田高等学校）時代は短歌と野球に熱中。東京外国語学校（現東京外国語大学）支那語学科を卒業後、外務省亜細亜局入省。当時の局長は芳澤謙吉（後の外務大臣）。外務書記として中国・杭州の領事館などに勤務。 1926年に蔵原伸二郎の紹介で同人誌『葡萄園』に参加。のちに『文藝都市』にも寄稿する。
1930年7月に外務省を退職して文筆で身を立てることを決め、1931年に寺崎浩、田畑修一郎らと同人誌「雄鶏」（後に「麒麟」と改題）を創刊。当初はなかなか小説が評価されず生活が困窮し、春陽堂書店で中国文学の翻訳や「支那語雑誌」の編集で糊口を凌ぐ。1936年に「城外」（『文學生活』創刊号、1936年6月）で第3回芥川賞受賞。それまでは文壇でもほぼ無名だったが、これをきっかけに生活が安定する。太平洋戦争中はビルマに従軍。戦後も旺盛な執筆活動を続け、1975年に『郁達夫伝』で第3回平林たい子文学賞受賞。78歳没。墓所は多磨霊園。

## 人物と作品
ほとんどの作品が中国に眼を向けたもので、代表作の「城外」もその一つである。日中戦争で中国への関心が高まり始めると中国通として注目されるようになった。「高陽草子」のように、郷土（高田）への思いをこめた文章が多く書かれた作品もある。『真実の行方』は松川事件に取材したものである。
日本における魯迅の紹介者という役割もあり、『魯迅伝』を著している。太宰治とは交友関係にあり、小田の助力によって太宰は『魯迅伝』『大魯迅全集』『東亜文化圏』などを入手し『惜別』（朝日新聞社、1945年9月）執筆の材料とした。

## 著書
- 『城外』（竹村書房、1936年）
- 『志那人・文化・風景』（竹村書房、1937年）
- 『杭州城図絵』（版画荘、1938年）
- 『泥河』（砂子屋書房、1940年）
- 『あたたかい夜』（人文書院、1940年）
- 『魯迅伝』（筑摩書房、1941年）
- 『揚子江文学風土記』（龍吟社、1941年）※武田泰淳との共著
- 『紫禁城の人』（墨水書房、1941年）
- 『大陸手帖』（竹村書房、1942年）
- 『ビルマ戦陣賦』（文林堂双魚房、1943年）
- 『裏がはの町』（東方社、1949年）
- 『魯迅の生涯』（鎌倉文庫、1949年）
- 『魯迅伝』（乾元社、1953年、大和書房、1966年）
- 『寡婦しげ女』（東方社、1956年）
- 『真実の行方』（藝文書院、1957年）※全2巻
- 『河をわたる女』（光書房、1958年）
- 『薔薇の間』（東方社、1960年）
- 『望郷』（学習研究社、1964年）
- 『文学青春群像』（南北社、1964年）
- 『漂泊の中国作家』（現代書房、1965年）
- 『中国武将伝』（人物往来社、1965年）
- 『石川啄木』（鶴書房、1967年）
- 『義和団事件』（新潮社、1969年）
- 『小説坪田譲治』（東都書房、1970年）
- 『桃花扇・朱舜水』（新潮社、1971年）
- 『下北半島の風』（実業之日本社、1972年）
- 『恋に滅びた人びと 近松の名作から』（読売新聞社、1973年）
- 『高陽草子』（さ・さ・ら書房、1973年）
- 『郁達夫伝 その詩と愛と日本』（中央公論社、1975年）
- 『断橋の佳人 中国男女怪談』（中央公論社、1978年）
- 『回想の文士たち』（冬樹社、1978年）
- 『城外　夜ざくらと雪』（青英舎、1979年）
- 『三笠山の月 小田嶽夫作品集』（小沢書店、2000年）

### 翻訳
- 茅盾『大過渡期』（第一書房、1936年）
- 蕭軍『第三代』（改造社、1938年）
- 蕭軍・郁達夫・茅盾『同行者』（竹村書房、1938年）
- 林語堂『北京好日』（四季書房、1940年）※全3部、庄野滿雄共訳